# Koivuvuori - Pienen Palojärven metsä
Koivuvuori - Pienen Palojärven metsä este o arie protejată (arie specială de conservare — SAC, sit de importanță comunitară — SCI) din Finlanda întinsă pe o suprafață de 101 ha, integral pe uscat.

## Localizare
Centrul sitului Koivuvuori - Pienen Palojärven metsä este situat la coordonatele 63°06′16″N 25°23′24″E / 63.1044°N 25.39°E.

## Înființare
Situl Koivuvuori - Pienen Palojärven metsä a fost declarat sit de importanță comunitară în august 1998 pentru a proteja un număr necunoscut de specii din flora spontană și fauna sălbatică aflate în arealul zonei. Situl a fost protejat și ca arie specială de conservare în aprilie 2015.

## Biodiversitate
Situată în ecoregiunea boreală, aria protejată conține 4 habitate naturale: Ape oligotrofe din câmpii nisipoase, cu un conținut foarte redus de minerale (Littorelletalia uniflorae), Pante stâncoase silicioase cu vegetație casmofită, Taiga vestică, Mlaștini împădurite.
La baza desemnării sitului se află un număr nedeclarat de specii protejate.
Pe lângă speciile protejate, pe teritoriul sitului au mai fost identificate 2 specii de nevertebrate, 2 specii de pești.